# Dobosy Antal
Dobosy Antal  (Ózd, 1941. február 14. –), matematikus, zen buddhista tanító, a magyarországi buddhizmus jeles képviselője. A Tan Kapuja Zen Közösség apátja és szellemi vezetője. A Tan Kapuja Buddhista Főiskola oktatója.

## Élete
1959-ben érettségizett a Kandó Kálmán Híradás- és Műszeripari Technikumban. 1963 és 1969 között műszeripari technikusként a Magyar Tudományos Akadémia Műszerügyi Szolgálatánál dolgozott, majd az Eötvös Loránd Tudományegyetem Természettudományi Kara Matematika szakát végezte, ahol 1969-ben kapta meg matematika tanári diplomáját.

## Munkássága
Az egyetem elvégzése után 1969-től 1985-ig az operációkutatás területén dolgozott matematikusként, kutatóként a Nehézipari Minisztérium Ipargazdasági és Üzemszervezései Intézetében, majd a SZÁMALK-nál. Kutatási területe a lineáris optimalizálás és azon belül a nagyméretű mátrixok invertálása volt.
Bár a buddhizmus tanításaival már 1960-ban találkozott, akkor járt először a Buddhista Misszióban, mélyebben 1975 óta foglalkozik a távol-keleti kultúrával, a buddhista vallással és azon belül a zen buddhizmussal. 
1980 óta buddhista, a Buddhista Misszióban tette le a buddhista fogadalmakat, az Árja Maitréja Mandala buddhista közösségnek lett a tagja.
Fordított illetve írt több zen témájú könyvet. A Buddhista Misszió kiadásában jelent meg 1983-ban „A nincs kapu” című klasszikus zen kóangyűjtemény. Részt vett a Kőrösi Csoma Sándor Buddhológaiai Intézet munkájában 1976-tól 1984-ig először hallgatóként majd kisegítő tanárként, 1984-től 1990-ig tanárként és a buddhológiai tanfolyamok vezetőjeként.
1985-ben Mireisz Lászlóval és Takács Lászlóval alapították meg a Kőrösi Csoma Sándor Buddhológiai Intézet „Uszó Alkotóház”-át, ami buddhista visszavonulási helyként működött, s amelynek vezetője volt.
Szung Szán zen mester 1989-es első magyarországi látogatása után, még abban évben, megalakult az első magyar zen közösség, melynek vezetője és apátja lett. A közösség az első években a Szung Szán zen mester által alapított és vezetett Zen Kvanum Iskolájának nemzetközi közösségéhez kapcsolódott, így Szung Szánt tekintette szellemi vezetőjüknek. A zen közösség, további négy buddhista közösséggel együtt, 1991-ben megalapította A Tan Kapuja Buddhista Egyházat, amelynek a közösség vezetőjeként az Egyházi Tanács tagja. 1993-ben tette le a Dharma tanítói fogadalmakat, majd 1997-ben a rangidős tanítói fogadalmakat.
Az 1989 őszén megalakult közösség később az egyház tagjaként A Tan Kapuja Zen Közösség nevet vette fel, így ez a legrégebbi, folyamatosan működő zen közösség, amelynek máig a vezetője. Heti rendszerességgel tartanak szertartást, meditációt, gyakorlatokat és Dharma beszélgetést a közösség tagjai és az érdeklődők számára.
Alapítása óta tanít a Főiskolán, zen buddhizmussal kapcsolatos előadásokat, szemináriumokat, gyakorlatokat és foglalkozásokat tart. 1991. és 1993. között a Főiskola alapító rektora, főigazgatója volt, majd 2001-ig főigazgató helyettese és szakfelelőse. 2019-ben megkapta a „professor emeritus buddhologiae honoris causa” tiszteletbeli címet.
Írásai és tanulmányai az „Uszó, tanulmányok az intézet előadásaihoz” („Uszó füzetek”) 1–6. számaiban, majd az 1993–1996 között és a 2013 óta megjelenő „Zen Tükör Magazin” kiadványban, 2001 és 2013 között a Javaslapban az „Árral zenben” című rovatban, és az 1998 és 2012 között negyedévenként megjelenő „A Tan Kapuja tájékoztatója” című kiadványban jelentek meg zen írásai és tanulmányai. 2016-tól a Zen Tükör Magazin főszerkesztője.
2016-ban megalapította a Zen Akadémiát, melynek azóta is munkatársa. Előadásokat, gyakorlati foglalkozásokat és szemináriumokat tart.

## Könyvei
- A fehér selyemszál hossza – zen szöveggyűjtemény (szútrák, kóanok, versek, eredeti tanulmányok és mai modern zen írások), A Tan Kapuja Buddhista Főiskola jegyzete, Budapest, 2005, 2013 (2. bőv. kiad), 2014 (3. jav. kiad), 132 oldal
- Ráfújt hajszál – Zen tánc, zen sajnálkozás, zen ordítás, A Tan Kapuja Buddhista Egyház, Budapest, 2013, 103 oldal, ISBN 2310000748757; 2017, 104 oldal, ISBN 9789638728647

angol nyelvű kiadása:
* Proving the Blade – Zen dance, zen pity, zen shouting, fordította: Julia Rooney, A Tan Kapuja Buddhista Egyház, Budapest, 2015, 100 oldal, ISBN 9789638728661
- Zen szöveggyűjtemény – készségfejlesztő feladatokkal, a Tan Kapuja Buddhista Főiskola jegyzete, Budapest, 2019
- Antilógia – A jövő buddhizmusáért, A Tan Kapuja, 2021, 108 oldal, ISBN 9786155935077
- Nincs-kapu – A zen buddhizmus klasszikus kóangyűjteménye, tanítással, kifejtéssel és jegyzetekkel; A Tan Kapuja, Budapest, 2021, 219 oldal, ISBN 9786158145282

## Interjú kötetben szerepel
- Kovács Gábor és Zsolnai László: Magyar buddhisták – Beszélgetések az énről, a gazdaságról és a társadalomról, A Tan Kapuja, 2020, 81–102 oldal, ISBN 9786155935060

## A „Szaraha királyi éneke”-ihez írt versei
- Mireisz László: A semmi virágai / Válogatás a középkori indiai buddhizmus mágikus-misztikus tanításaiból, Vizsom Kiadó, 2006, 84–123 oldal, ISBN 9789630607025

## Rövidebb írások
Néhány interneten fellelhető rövidebb írása:
- A meditációról Archiválva 2020. október 13-i dátummal a Wayback Machine-ben
- Etetem a madarakat Archiválva 2021. július 14-i dátummal a Wayback Machine-ben
- Mi haszna a meditációnak? Archiválva 2021. július 14-i dátummal a Wayback Machine-ben
- A közvetlen út Archiválva 2021. július 14-i dátummal a Wayback Machine-ben
- Önérdekérvényesítés és a másokért való felelősség Archiválva 2021. július 14-i dátummal a Wayback Machine-ben
- Az önzés Archiválva 2021. július 14-i dátummal a Wayback Machine-ben
- Rejtély Archiválva 2021. július 14-i dátummal a Wayback Machine-ben
- A zen kóan[halott link]
- A tudat felszabadítása Archiválva 2021. július 14-i dátummal a Wayback Machine-ben
- Természetes és mesterséges Archiválva 2021. július 14-i dátummal a Wayback Machine-ben
- A tiszta tudat Archiválva 2021. július 14-i dátummal a Wayback Machine-ben
- Az emberi értelem Archiválva 2021. július 14-i dátummal a Wayback Machine-ben

## Műfordításai
- Mumon Ekai: A nincs kapu[4] – A zen-buddhizmus klasszikus koangyűjteménye, fordította, a jegyzeteket és az illusztrációkat készítette Dobosy Antal, Buddhista Misszió, Budapest, 1983, 118 oldal

- Kakuan: Tíz bika történetek,[5] illusztrálta Császma József, Magyar Iparművészeti Főiskola, Budapest, 1984, 24 oldal

- Kék szikla gyűjtemény[6] – A zen buddhizmus klasszikus kóangyűjteménye, a Tan Kapuja Buddhista Főiskola jegyzete, Budapest, 2011, 2018

- Siva 112 útja[7] (Guba Istvánnal közös fordításban)

- A szív szútra Archiválva 2010. július 24-i dátummal a Wayback Machine-ben (a Szív szútra fordítása: 1989., módosítva 2012-ben)